# Taugl (Salzach)
Taugl är ett vattendrag i Österrike. Det ligger i förbundslandet Salzburg, i den centrala delen av landet, 250 km väster om huvudstaden Wien.
I omgivningarna runt Taugl växer i huvudsak blandskog. Runt Taugl är det ganska tätbefolkat, med 80 invånare per kvadratkilometer.